# Sekcja Ornitologiczna Polskiego Towarzystwa Zoologicznego
Sekcja Ornitologiczna Polskiego Towarzystwa Zoologicznego – ogólnopolska organizacja pozarządowa stowarzyszająca ornitologów, której głównym celem jest propagowanie ornitologii. Założona podczas Pierwszego Krajowego Zjazdu Ornitologów, który odbył się w Warszawie 26–27 listopada 1957.

## Historia stowarzyszenia
Stworzenie sekcji ornitologicznej w ramach Polskiego Towarzystwa Zoologicznego zainicjowali petycją członkowie Koła Ornitologów Studenckiego Towarzystwa Naukowego Uniwersytetu Warszawskiego, którą skierowali 15 grudnia 1954 do Zarządu Głównego P.T.Zool. W petycji autorzy zwracali uwagę na to, że:
... wobec wielkiego zastoju nauk ornitologicznych w Polsce w porównaniu do wieku ubiegłego, oraz do rozwoju tej nauki w pozostałych krajach Europy w ostatnich latach..., dla zmienienia tego stanu rzeczy na lepsze, członkowie Koła uważają za stosowne powołać do życia przy P.T.Zool. ... Sekcję Ornitologiczną Polskiego Towarzystwa Zoologicznego...
Dalej w tym piśmie jako cele Sekcji postulowano m.in. ... a) propaganda wiedzy ornitologicznej wśród całego społeczeństwa; b) stworzenie na terenie całego kraju sieci przyrodników zapoznanych z ornitologią.
Trzy lata później zorganizowano Pierwszy Krajowy Zjazd Ornitologów. 26–27 listopada 1957 na zjazd do Warszawy przybyło około stu uczestników, m.in. Zygmunt Czarnecki, Kazimierz Albion Dobrowolski, Bronisław Ferens, Ryszard Graczyk, Mieczysław Józefik, Jan Pinowski, Sergiusz Riabinin, Stefan Strawiński. Podczas spotkania wygłaszano referaty i zaprezentowano film Włodzimierza Puchalskiego.
Po stworzeniu organizacji liczba członków zwiększała się z 109 w 1957, do ok. 300 w latach 1972–1975 i ok. 450 – zrzeszonych w 14 regionalnych kołach – w 1995. Podczas wzrostu rejestrowań regionalnych i ogólnopolskich organizacji ornitologicznych w drugiej połowie lat 80. Sekcja Ornitologiczna spełniała rolę integratora krajowej społeczności ornitologów.
Dla wymiany doświadczeń i badań naukowych służyły organizowane przez Sekcję zjazdy oraz spotkania Sekcji, które odbywały się w ramach cyklicznych zjazdów Polskiego Towarzystwa Zoologicznego.
Ogólnopolskimi działaniami Sekcji były m.in.:
- Liczenie zimujących ptaków wodnych prowadzone od 1965 w ramach programu międzynarodowego, ostatnio głównie w programach regionalnych;
- Inwentaryzacja występowania w Polsce dropia, głuszca, remiza, zimorodka (w latach 1960.);
- Zbieranie materiału do europejskiego atlasu rozmieszczenia ptaków Polski przyjęte na zjeździe Sekcji w 1972 r. jako jej główne zadanie badawcze;
- Wydawanie, od 1960 r., głównego krajowego czasopisma ornitologicznego Ornis Polonica (w latach 1960–2009 pod nazwą „Notatki Ornitologiczne”)[3]
- Formalna weryfikacja krajowych stwierdzeń faunistycznych prowadzona od 1972 r. przez Komisję Faunistyczną[4], która do 2006 r. wydała ok. 9 tys. orzeczeń. Komisja zorganizowała też (2001 r., w Juracie) międzynarodową konferencję Stowarzyszenia Europejskich Komisji Rzadkości, opracowała polskie nazewnictwo ptaków Palearktyki Zachodniej oraz współdziałała w opracowaniu polskiego nazewnictwa ptaków świata;
- Patronowanie działalności (do 1974 r.) terenowej stacji ornitologicznej Świdwie k. Szczecina;
- Prowadzenie w latach 1980. i 1990. szkółek ornitologicznych;
- Odrestaurowanie (w 1985 r.) i opieka nad grobem Władysława Taczanowskiego na warszawskim Cmentarzu Powązkowskim[2].

## Przewodniczący Sekcji Ornitologicznej
- Bronisław Ferens (1957–1962)
- Jan Pinowski (1962–1965 i 1969–1972)
- Kazimierz Albion Dobrowolski (1965–1969)
- Zygmunt Czarnecki (1972–1975)
- Zdzisław Bogucki (1975–1979)
- Jan Bednorz (1979–1983)
- Tomasz Wesołowski (1983–1991)
- Czesław Nitecki (1991–1995)
- Ludwik Tomiałojć (1995–1999)
- Zbigniew Jakubiec (1999–2003)
- Jacek Nowakowski (2003–2007)
- Leszek Jerzak (od 2007).